# Bataille de Belgique (1914)
Pour les articles homonymes, voir Bataille de Belgique.
 (juillet 2022).

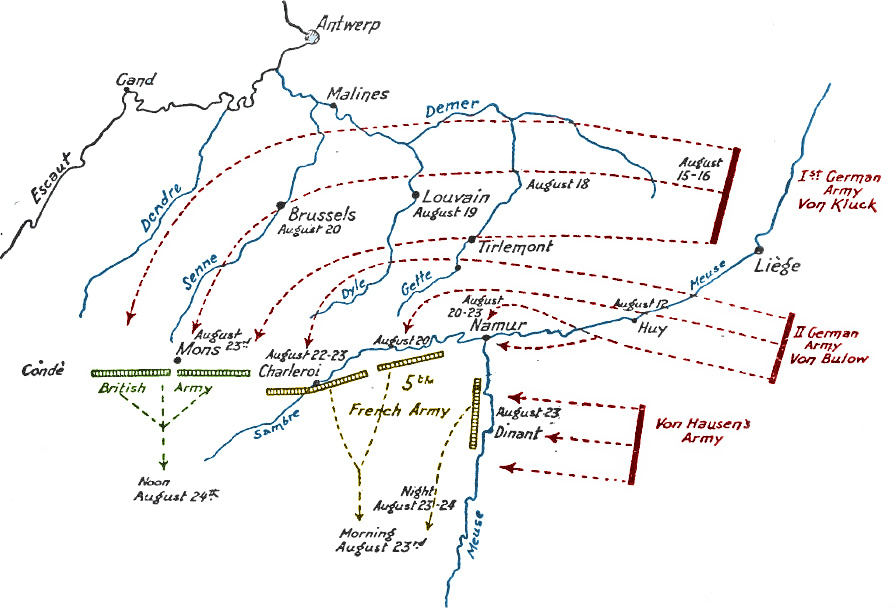
L'avance allemande en août 1914

La bataille de Belgique résulte de la violation de la neutralité belge par l'Allemagne. Dès le 2 août 1914, les Allemands envahissent le territoire voisin du Luxembourg. La Belgique ayant rejeté l'ultimatum par lequel l'Allemagne exigeait de pouvoir traverser le territoire belge pour engager le combat contre l'armée française, les troupes allemandes franchissent la frontière belge le 4 août,  conformément au Plan Schlieffen.
L'invasion allemande débouche sur l'occupation de la Belgique  jusqu'en novembre 1918.

## Déroulement
Une bataille en rase campagne prend place le 12 août à Haelen, sur les bords de la Gette. Elle s'achève par un succès belge contre la cavalerie allemande. La principale bataille se déroule en août 1914 devant la ville de Liège. Bruxelles est prise le 20 aout 1914.
La bataille comprend les faits de résistance de l'armée belge contre l'offensive allemande à travers le pays, du 4 août 1914, date d'entrée des Allemands, à la chute des deux ceintures fortifiées d'Anvers, le 10 octobre 1914. Cette résistance est essentiellement organisée autour des fortifications belges d'Anvers, Namur et Liège.